# العفايف (بصية)
العفايف منطقة عراقية في ناحية بصية في قضاء السلمان محافظة المثنى في البادية العراقية بجنوب العراق، نشر المركز العراقي لتوثيق جرائم التطرف كتاباً اسمه (دليل المقابر الجماعية في العراق مرحلة حكم البعث) سنة 2023، ذُكر فيه العثور على مقبرتين جماعيتين في العفايف، مقبرة العفايف 1، ومقبرة العفايف 2. وفي 17 تموز سنة 2022 قال موقع رويترز "أما بالنسبة لعائلة البارزاني "فكانت عملية الإجهاز عليهم تتم في منطقة ابصية والعفايف أو المناطق القريبة من جهة السعودية، وفقا لمدير دائرة شؤون و حماية المقابر الجماعية".
| الموقع                   | البعد كيلومتراً |
| مدينة السماوة            | 205 شمال الغرب |
| مركز ناحية بصية          | 25 جنوباً       |
| الطريق السريع            | 85 شمالاً       |
| الحدود السعودية العراقية | 135 جنوباً      |